# تي لوبيز
تي لوبيز (بالإنجليزية: T Lopez)‏ هي مغنية ومغنية مؤلفة وملحنة وممثلة أمريكية، ولدت في 18 أبريل 1981 في أونتاريو في الولايات المتحدة.

## وصلات خارجية
- تي لوبيز على موقع IMDb (الإنجليزية)
- تي لوبيز على موقع ميوزك برينز (الإنجليزية)
- تي لوبيز على موقع ميوزك برينز (الإنجليزية)
- تي لوبيز على موقع ديسكوغز (الإنجليزية)
- تي لوبيز على موقع قاعدة بيانات الفيلم (الإنجليزية)